# スヴェティ・トマシュ
スヴェティ・トマシュ(スロベニア語: Sveti Tomaž)は、スロベニア北部の基礎自治体およびそれを中心とした集落でプルレキヤ丘陵に位置している。2006年にオルモジュ自治体から分離され設立された。伝統的にシュタイエルスカ地方に属し、現在ではポドラヴスカ地域に含まれる。1955年から1993年にかけ公式名称はトマシュ・プリ・オルモジュ(Tomaž pri Ormožu)であった。自治体の名称は地元の教区教会からのもので、教会には聖トマスが献じられ、マリボル大司教区に属している。教会は1715年から1727年にかけ建てられた。